# Pere Queralt i Fargas

Pere Queralt i Fargas (Valls,  - ) fue un pintor y cartelista español. Discípulo de Eduard Castells, en La Escuela del Trabajo de Valls. Desde muy pequeño mostró una especial habilidad por el dibujo. Él recordaba que cuando tenía unos seis o siete años en su escuela realizaban un diario y él era el encargado de hacer los dibujos que la ilustraban.

## Reseña biográfica
Su primera exposición colectiva fue en  y su primera exposición individual en  en el Centro de Lectura de Valls. 
La temática de sus pinturas eran el paisaje de los alrededores de su ciudad, la naturaleza muerta, las figuras, los payasos. 
El paisaje fue sin duda el tema preferido por el artista, siempre el paisaje del Alt Camp, en sus inicios con una clara influencia postimpresionista, con ciertos toques fauvistas, Van Gogh y Cézanne están presentes en sus primeras obras. 
Cabe destacar la estructura de sus composiciones, con un buen dominio del dibujo, que lo acerca a Cézanne, y la utilización libre del color en sus cuadros recuerda a Gauguin y los fauvistas. Otro aspecto interesante y que se convertirá en uno de los elementos constantes de su obra es la presencia del color azul.
Realizó dos murales de temática religiosa, en la Capilla de los Dolores de la iglesia de San Juan de Valls en , y en la iglesia del Sagrado Corazón en  pintó El Retablo de la Vida.
Fue uno de los integrantes del grupo Un Nus ( - ) junto con los pintores M. Teresa Sanromà, Joan Cunillera, Jaume Solé y el escultor Juan Serafini, este grupo marcó un punto y aparte en el arte, no solamente a la ciudad de Valls, sino de las comarcas tarraconenses. Las obras de este periodo son básicamente abstractas con algunos elementos figurativos, cabe destacar las series "homes" y "cartrons". La preocupación por la experimentación artística con materiales diversos fue una constante del grupo. Identificaba al grupo un sentimiento nacionalista, un profundo respeto por la libertad, y el deseo por denunciar las injusticias, la violencia, la represión social y la política que vivía el país. En esta etapa artística su obra se vuelve abstracta, con una fuerte libertad plástica y conceptual. 
Una vez finalizada la etapa del grupo Un Nus del artista Pere Queralt vuelve a la figuración, y al paisaje. La experiencia adquirida en sus obras abstractas, el mutuo enriquecimiento en un grupo de sincero compañerismo, le permitió regresar a la temática del paisaje con mucha intensidad, con una mayor potencia expresiva y sobre todo con una gran seguridad que se ve en la fuerza del trazo y en la potencia del color.
Importante es que sus trabajo como cartelista y diseñador. Todos los carteles y programas de sus exposiciones y las del grupo Un Nus los diseñó él, así como muchos carteles de las entidades e instituciones vallenses.
Para las fiestas Decenales de la Candela de , el Ayuntamiento de Valls le encargó el retrato de Cèsar Martinell para formar parte de la Galería de Vallencs Ilustres.

## Reconocimientos
En  fue reconocido con un accésit por el cuadro "Bodegó" presentado a la Medalla Tapiró de Tarragona, los años  i  ganó los concursos de carteles de las fiestas Decenales de la Virgen de la Candela de Valls.
Recibió el Título de Reconocimiento de la Ciudad de Valls en .
En el año  y con motivo de la celebración de los 50 años de la realización de la pintura mural de la capilla de los Dolores ubicada en la iglesia de San Juan de Valls, el Museu de Valls, conjuntamente con el Institut d'Estudis Vallencs y la Parroquia de San Juan, con la participación de la entidad Sal Grossa y de la Asociación de Vecinos del Barrio de los Pisos Clols organizan un homenaje a su trayectoria artística, con cuatro exposiciones simultáneas.